# Big Creek (California)
Big Creek es un lugar designado por el censo ubicado en el condado de Fresno en el estado estadounidense de California. En el año 2010 tenía una población de 175 habitantes.

## Geografía
Big Creek se encuentra ubicado en las coordenadas 37°12′25″N 119°15′0″O / 37.20694, -119.25000.